# Tętnica trzustkowo-dwunastnicza górna przednia

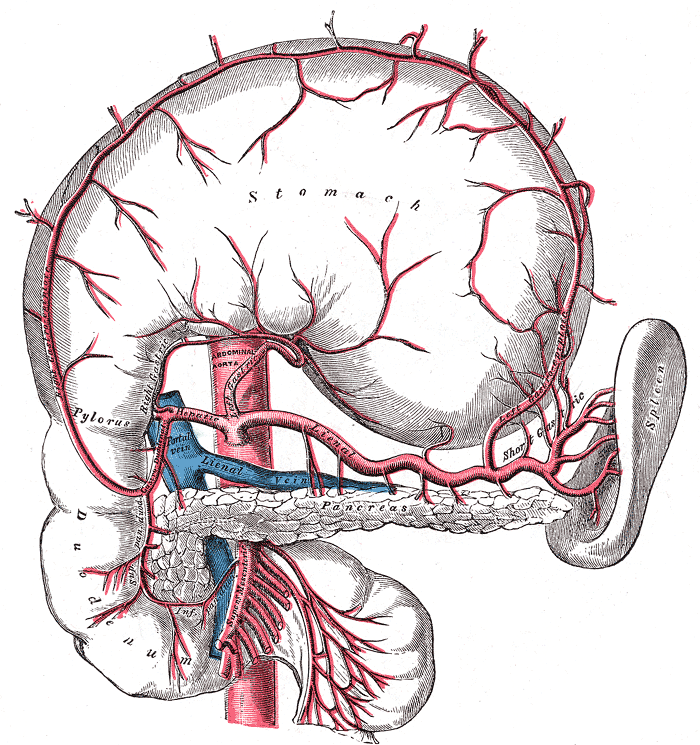
Tętnica trzustkowo-dwunastnicza górna przednia podpisana Sup. pan. duod.

Tętnica trzustkowo-dwunastnicza górna przednia (łac. arteria pancreaticoduodenalis superior anterior) – w anatomii człowieka tętnica jamy brzusznej, będąca jednym z dwóch (obok tętnicy żołądkowo-sieciowej prawej) końcowych odgałęzień tętnicy żołądkowo-dwunastniczej. Powstaje na dolnym brzegu tylnego obwodu górnej części dwunastnicy, przebiega w prawo w rowku pomiędzy przednio-przyśrodkowym brzegiem części zstępującej dwunastnicy a głową trzustki, przechodząc następnie w gałąź przednią tętnicy trzustkowo-dwunastniczej dolnej, z którą wytwarza łuk tętniczy trzustkowo-dwunastniczy przedni. Tętnica trzustkowo-dwunastnicza górna przednia oddaje gałęzie trzustkowe unaczyniające trzustkę i gałęzie dwunastnicze unaczyniające dwunastnicę, tworzy też zespolenia z gałęziami trzustkowymi tętnicy śledzionowej. Towarzyszy jej żyła trzustkowo-dwunastnicza górna przednia, uchodząca do żyły żołądkowo-sieciowej prawej.